# Ergasilus longimanus
Ergasilus longimanus är en kräftdjursart. Ergasilus longimanus ingår i släktet Ergasilus och familjen Ergasilidae. Inga underarter finns listade i Catalogue of Life.